# Ema
Ema je žensko osebno ime.

## Izvor imena
Ime Ema izhaja iz nemškega imena Emma, ki ga razlagajo kot skrajšano obliko iz zloženih nemških imen, ki imajo prvi člen na Irm- ali Erm-, npr. Irmgard ali Ermengard. Sestavina imena Irm- ali Erm- izhajata iz Irmin, Ermim,  kar je ime za germanskega plemenskega boga in ga povezujejo z grško besedo ármenos v pomenu besede »dodan, prilegajoč se«.

## Različice imena
Emelina, Emi, Emica, Emika, Emma, Hema, Hemi

## Tujejezikovne oblike imena
- pri Čehih, Slovakih in Poljakih: Ema
- pri Angležih, Dancih, Fincih, Francozih, Italijanih in Madžarih: Emma
- pri Nemcih: Emma, Emmi, Emy, Emmy, Emelka, Emja, Emeline, Emmelina, Hemma

## Pogostost imena
Po podatkih Statističnega urada Republike Slovenije je bilo na dan 31. decembra 2007 v Sloveniji število ženskih oseb z imenom Ema: 3.233. Med vsemi ženskimi imeni pa je ime Ema po pogostosti uporabe uvrščeno na 82. mesto.

## Osebni praznik
V koledarju je ime zapisano 27. junija (Sveta Ema, slovenska kneginja in redovnica, † 27. jun. 1045).

## Zanimivost
V Sloveniji sta dve cerkvi sv. Eme. Po župnijski cerkvi sv. Eme na Vinarski gori zgrajeni od leta 1463 do 1466 se imenuje naselje Sv. Ema v občini Podčetrtek.